# USA:s herrjuniorlandslag i ishockey
USA:s herrjuniorlandslag i ishockey (engelska: United States men's national junior ice hockey team) har tagit sju guld i junior-VM. Det första kom 2004. 2010 vann man åter guld efter finalvinst över Kanada med 6-5 i sudden death och 2013 besegrades Sverige i finalen med 3-1. 2017 tog USA återigen guld genom att finalbesegra Kanada med 5-4 efter straffar. Under det tidiga 2020-talet skördade USA återigen stora framgångar, genom att vinna turneringarna 2021, 2024 och 2025.
Laget har även tagit silver 1997 och 2019, samt brons 1986, 1992, 2007, 2011, 2016, 2018 och 2023.

### Fotnoter
1. ↑  ”Championnat du monde des moins de 20 ans 2003/04” (på franska). Hockeyarchives. 30 juli 2004. http://www.passionhockey.com/hockeyarchives/U-20_2004.htm. Läst 26 juli 2015.
2. ↑  ”Championnat du monde des moins de 20 ans 2009/10” (på franska). Hockeyarchives. 30 juli 2010. http://www.passionhockey.com/hockeyarchives/U-20_2010.htm. Läst 26 juli 2015.
3. ↑  ”Det räckte inte hela vägen för Sverige - Tre Kronor - Övriga | SvenskaFans.com”. www.svenskafans.com. http://www.svenskafans.com/hockeyzon/trekronor/Det-rackte-inte-hela-vagen-for-Sverige-465993.aspx. Läst 17 oktober 2015.
4. ↑  ”USA:s guldhjälte: "Känns surrealistiskt"” (på svenska). Dagens nyheter. 6 januari 2017. http://www.dn.se/sport/ishockey/usas-guldhjalte-kanns-surrealistiskt/. Läst 6 januari 2017.
5. ↑  ”Finland vände och tog JVM-brons” (på svenska). SVT Sport. 6 januari 2021. https://www.svt.se/sport/ishockey/trots-rivstart-av-ryssland-jvm-brons-till-finland. Läst 7 januari 2025.
6. ↑  Jonathan Kvarnström (5 januari 2024). ”Juniorkronornas gulddröm krossades inför hemmafansen” (på svenska). SVT Sport. https://www.svt.se/sport/ishockey/juniorkronornas-gulddrom-krossades-infor-hemmafansen. Läst 7 januari 2025.
7. ↑  Oscar Rickstrand (7 januari 2024). ”Finland föll i JVM-finalen trots Rimpinens otroliga räddningar” (på svenska). SVT Sport. https://www.svt.se/sport/ishockey/finland-foll-i-jvm-finalen-trots-rimpinens-otroliga-storspel. Läst 7 januari 2025.
8. ↑  ”Championnat du monde des moins de 20 ans 1996/97” (på franska). Hockeyarchives. 30 juli 1997. http://www.passionhockey.com/hockeyarchives/U-20_1997.htm. Läst 26 juli 2015.
9. ↑  ”Championnat du monde 1986 des moins de 20 ans” (på franska). Hockeyarchives. 30 juli 1986. http://www.passionhockey.com/hockeyarchives/U-20_1986.htm. Läst 26 juli 2015.
10. ↑  ”Championnat du monde 1992 des moins de 20 ans” (på franska). Hockeyarchives. 30 juli 1992. http://www.passionhockey.com/hockeyarchives/U-20_1992.htm. Läst 26 juli 2015.
11. ↑  ”Championnat du monde des moins de 20 ans 2006/07” (på franska). Hockeyarchives. 30 juli 2007. http://www.passionhockey.com/hockeyarchives/U-20_2007.htm. Läst 26 juli 2015.
12. ↑  ”Championnat du monde des moins de 20 ans 2010/11” (på franska). Hockeyarchives. 30 juli 2011. http://www.passionhockey.com/hockeyarchives/U-20_2011.htm. Läst 26 juli 2015.
13. ↑  Erik Liljekvist, Marie Lehmann (6 januari 2023). ”Guld till Kanada efter förlängningsdramatik mot Tjeckien” (på svenska). SVT Sport. https://www.svt.se/sport/ishockey/guld-till-kanada-efter-forlangningsdramatik-mot-tjeckien. Läst 6 januari 2023.